# Gentiana × gaudiniana
Gentiana gaudiniana là một loài thực vật có hoa trong họ Long đởm. Loài này được Thomas ex W.D.J.Koch mô tả khoa học đầu tiên năm 1844.